# 超絶☆絶叫ランド
『超絶☆絶叫ランド』（ちょうぜつ☆ぜっきょうらんど）は、CBCで2013年7月18日から9月26日まで放送された日本のテレビドラマ。主演は地上波連続ドラマ初主演となるSUPER☆GiRLS。

## あらすじ
アミたち学生アルバイトの1日を密着するテレビ番組の取材を終えた夜に遊園地近くの山林に隕石が落下する。隕石が落ちた衝撃でインターネットや電話などの通信手段が遮断され、山林に様子を見に行った江上が謎の地球外生命体に寄生されてしまう。

## 登場人物

### 主要人物
前島 アミ
演 - 前島亜美
正義感が強く、ドジな性格。
後藤 アヤ
演 - 後藤彩
関西弁を喋り、おバカなお笑い担当。
宮崎 リナ
演 - 宮崎理奈
冷静で、物事を分析できる。
上記3名は「パラダイス☆ランド」で働く学生アルバイトの仲良しグループA。先輩グループBと対立している。
荒井 レイラ
演 - 荒井玲良
グループBのリーダー。
勝田 リノ
演 - 勝田梨乃
レイラの太鼓持ち。
溝手 ルカ
演 - 溝手るか
天然キャラで滑舌が悪い。
上記3名は「パラダイス☆ランド」で働く学生アルバイトの仲良しグループB。テレビクルーから特別に取材を受けるグループAを敵対視する。セレブグループ。
八坂 サオリ
演 - 八坂沙織
「パラダイス☆ランド」社員。学生アルバイトを教育、管理する。
田中 ミレイ
演 - 田中美麗
CVCテレビAD。超常現象に詳しい。
志村 リカ
演 - 志村理佳
渡邉 ヒカル
演 - 渡邉ひかる
たまに暴走する一面がある。
上記2名はマサトの熱狂的なファン。彼に会うために遊園地まで追っかけてきた。

### パラダイス☆ランド
江上 遊二
演 - 有村昆
サオリの上司。サオリにセクハラを働き、嫌われている。
チャーリー
演 - ベルナール・アッカ
警備員。謎の職員。遊園地近くに隕石が落下したとき、江上とともに山林へ様子を見にいく。

### CVCテレビ
昼の情報番組のコーナーで夏の遊園地で働く学生アルバイトスタッフを取り上げる企画として、「パラダイス☆ランド」へ取材に訪れる。
栗原 仁
演 - 山崎樹範
ディレクター。ミレイの上司。
大庭 直樹
演 - 久保田秀敏
カメラマン。
マサト
演 - マシュー
人気タレント。昼の情報番組のリポーターを務める。
アシスタント
演 - 伊藤千咲美、小栗かこ、金澤有希

## スタッフ
- 原案 - ジェイ・ジェイ
- 脚本 - 山田篤宏、吹原幸太
- 監督 - 松永洋一、伊藤裕史、高橋貴司
- 主題歌 - SUPER☆GiRLS「Survival」（iDOL Street）[1][注 2]
- アクションコレオグラファー - 森﨑えいじ
- スタントコーディネーター - 雲雀大輔
- 音楽コーディネーター - 杉田寿宏
- 監督補 - 高橋貴司、相良健一
- 助監督 - 相良健一、伊藤周
- CG - 岡野正広、熱田健太郎
- 造型 - 梅沢壮一
- 撮影協力 - ラグーナ蒲郡、LAGUNASIA[注 3]/ 蒲郡市役所
- ラグナシア担当 - 松原永年
- 協力 - avex group、スタントチームGocoo
- エグゼクティブプロデュース - 加藤直次
- 総合プロデュース - 小森耕太郎
- プロデュース - 安部正実
- プロデューサー - 菅野和佳奈、マツナガヨウイチ、伊藤裕史
- アソシエイトプロデューサー - 横山蘭平
- アシスタントプロデューサー - 渡邉美郁
- 「超絶☆絶叫ランド」製作委員会
  - 西山剛史 殻田正仁（エイベックス・エンタテインメント）
  - 川﨑朗、松本松己（CBC）
  - 赤塚善洋、小池武史（オルファス）
  - 阿久津明、山本康彦（エイベックス・マネジメント）
  - 小出亮太、藤田有里（サイバーエージェント）
  - 鄭亞瑜、趙天香（DLE）
- 制作協力 - 日テレアックスオン
- 制作 - CBC、エイベックス・エンタテインメント
- 製作著作 - 「超絶☆絶叫ランド」製作委員会

## 放送日程
| 放送回 | 放送日（CBC） | サブタイトル                         | 脚本              | 監督     |
| ------ | ------------- | ------------------------------------ | ----------------- | -------- |
| 第1話  | 7月18日       | え!?隕石...?                         | 山田篤宏          | 松永洋一 |
| 第2話  | 7月25日       | welcome to paradise                  | 山田篤宏          | 松永洋一 |
| 第3話  | 8月1日        | ジブンブキヨウナンデ                 | 山田篤宏          | 伊藤裕史 |
| 第4話  | 8月08日       | びっくりHOTケーキ                    | 吹原幸太          | 松永洋一 |
| 第5話  | 8月22日       | きゃりーぱみゅぱみゅ 3(み)ぱみゅぱむ | 吹原幸太          | 高橋貴司 |
| 第6話  | 8月29日       | 複写禁止                             | 吹原幸太          | 松永洋一 |
| 第7話  | 9月05日       | PROLOGUE…orz                         | 山田篤宏          | 伊藤裕史 |
| 第8話  | 9月12日       | PANDA再び                            | 山田篤宏          | 伊藤裕史 |
| 第9話  | 9月19日       | Survival                             | 吹原幸太          | 松永洋一 |
| 第10話 | 9月26日       | EPISODE Ⅲ.ⅴ ATTACK OF THE BEROBERO   | 山田篤宏 吹原幸太 | 松永洋一 |

## 放送局
| 放送期間                | 放送時間         | 放送局              | 対象地域・備考     | ナビ番組放送日時    |
| ----------------------- | ---------------- | ------------------- | ------------------ | ------------------- |
| 2013年7月18日 - 9月26日 | 木曜 0:28 - 0:58 | 中部日本放送（CBC） | 中京広域圏 制作局  | 7月11日 0:58 - 1:28 |
| 2013年7月23日 - 10月1日 | 火曜 2:42 - 3:12 | TBSテレビ（TBS）    | 関東広域圏 5日遅れ | 7月16日 2:42 - 3:12 |
| 2013年7月24日 - 10月2日 | 水曜 0:58 - 1:28 | IBC岩手放送（IBC）  | 岩手県 6日遅れ     | 7月17日 0:58 - 1:28 |
|                         |                  | 信越放送（SBC）     | 長野県 6日遅れ     | 7月17日 0:58 - 1:28 |
| 2013年8月5日 - 10月14日 | 月曜 0:50 - 1:20 | 中国放送（RCC）     | 広島県 18日遅れ    | 7月29日 0:50 - 1:20 |

## 用語
パラダイス☆ランド
本作の舞台となる架空の遊園地。
モンスター
パラダイス☆ランド近辺の山に落下した隕石に潜んでいた地球外生命体。ナメクジやヒルを思わせる外見をしており、人間や自然界に存在するものをコピーする。人間を襲うときは虹彩が白濁、口からモンスター本体を露出させたグロテスクな舌を出す。モンスターは外部から大きな衝撃を加えられたり、塩をかけられると緑色のアメーバー状に溶けてしまう。
ナメクジに似たモンスターにコピーされた人物：江上遊二、マサト、チャーリー、八坂サオリ、勝田リノ、後藤アヤ、渡邉ヒカル、栗原仁、大庭直樹、宮崎リナ、溝手ルカ、志村リカ / モンスターに寄生された人物：田中ミレイ

## 小説化
テレビドラマ放送期間中である2013年8月26日、小説化された。テレビドラマでは映像化が難しいためにカットされたシーンも含まれるなど差異も多く、ラストもテレビドラマとは全く違う終わり方になっている。また、一部人物の名前や設定も変更されているため、下記に変更点を記す。

### 登場人物
前川 亜実
前島 アミの小説版。二十歳のフリーター。なお、小説ではすべてが亜実の視点で語られている。
小島 綾
後藤 アヤの小説版。亜実の高校時代からの親友。
宮本 莉奈
宮崎 リナの小説版。亜実の親友。
荒木 レイラ
荒井 レイラの小説版。二十歳の大学生。
龍田 凛乃
勝田 リノの小説版。
溝井 ルカ
溝手 ルカの小説版。レイラの幼馴染。
八代 佐織
八坂 サオリの小説版。
山中 美鈴
田中 ミレイの小説版。
加藤 里香
志村 リカの小説版。
榊原 光
渡邉 ヒカルの小説版。
江上主任
江上 遊二の小説版。
チャーリー
チャーリーの小説版。
栗原ディレクター
栗原 仁の小説版。
大庭先生
大庭 直樹の小説版。亜実の小学校時代の家庭教師で、現在はテレビ局のカメラマン。
正田 マサト
マサトの小説版。

## ソフト化
- 超絶☆絶叫ランド DVD BOX（2013年11月20日、エイベックス・マーケティング、AVBF-74000〜2/B）
- 超絶☆絶叫ランド Blu-ray BOX（2013年11月20日、エイベックス・マーケティング、AVXF-74003〜5/B）